# Masoumeh Ebtekar

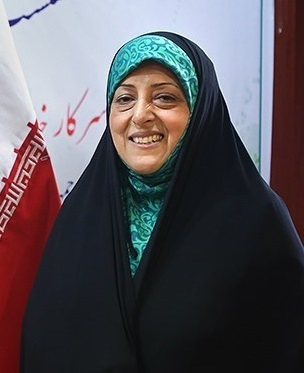
Masoumeh Ebtekar 2015

Masoumeh Ebtekar (* 21. September 1960 in Teheran) ist eine iranische Politikerin und Immunologin. Sie ist seit 2017 Ministerin für Frauen- und Familienfragen. 1997 bis 2005 war sie Umweltministerin (damit das erste weibliche Kabinettsmitglied seit der Iranischen Revolution 1979), 2007 bis 2013 Mitglied des Stadtrats von Teheran, 2013 bis 2017 erneut Umweltministerin.

## Herkunft, Ausbildung und Aktivistin
Masoumeh Ebtekar wurde als Tochter eines Akademikers in Teheran geboren und verbrachte sechs Jahre ihrer Kindheit mit den Eltern in Philadelphia, USA. Sie besuchte die internationale Schule in Teheran (Iranzamin) und schloss sich 1979 einer islamistischen Aktivistengruppe an, die sich auf die Lehren von Ali Schariati berief. Seitdem trägt sie einen Tschador. Wegen ihrer guten Englischkenntnisse wurde sie Pressesprecherin der Studenten, die von November 1979 bis Januar 1981 die Geiselnahme von Teheran durchführten. Die internationale Presse nannte sie „Mary“. Darüber veröffentlichte sie 2000 einen autobiographischen Bericht.

## Karriere als Immunologin
Sie studierte an der Schahid-Beheschti-Universität und der Tarbiat-Modares-Universität in Teheran Immunologie und veröffentlichte als assoziierte Professorin dortselbst zahlreiche Beiträge über Zytokine, Viren-Immunologie, HIV-Impfstoffe, Brustkrebs u. a. Am 29. April 2014 leitete sie als Präsidentin den 12. Internationalen Kongress für Immunologie, auf dem auch der Schweizer Nobelpreisträger Rolf Zinkernagel sprach.

## Regierungsämter
1997 wurde Ebtekar Vizepräsidentin (Ministerin) für Umwelt während der Präsidentschaft des Reformers Mohammad Chatami. Damit war sie neben Sarah Schojaei das erste weibliche Kabinettsmitglied seit der Iranischen Revolution 1979. Als Vorsitzende der Iranischen Umweltbehörde führte sie zahlreiche strukturelle Reformen in der Behörde durch. Am Internationalen Frauentag im März 2002 sprach sie auf einem internationalen Kongress weiblicher Umweltminister in Helsinki. Mit der Wahl von Mahmud Ahmadineschad zum Präsidenten 2005 schied sie aus der Regierung aus und arbeitete wieder als Immunologin sowie seit 2007 im Stadtrat von Teheran. 2013 übernahm sie erneut das Amt der Umweltministerin unter der Präsidentschaft von Hassan Rohani. Sie unterstützte mit zahlreichen Gesetzesinitiativen unter anderem zum Schutz von Feuchtgebieten und zum Ausbau der Solarenergie das avancierte Umweltprogramm Rohanis, das 2017 mit einer landesweiten Baumpflanzkampagne international bekannt wurde. Ein wichtiges Thema ihrer Amtszeit war der Kampf gegen die zum Teil katastrophale Luftverschmutzung in Teheran, Ahwas und anderen Großstädten. Viel diskutiert wurde ihre „18-Grad-Challenge“, in der sie die Einwohner Teherans aufforderte, ihre Wohnungen im Winter nicht über 18 °C hinaus zu heizen, um die Luft weniger zu verschmutzen. Zu ihren Erfolgen zählt, dass der Hamun-See in Belutschistan 2016 von der UNESCO zum Biosphärenreservat erklärt wurde.
Im März 2020 wurde bekannt, dass Masoumeh Ebtekar an COVID-19 erkrankt ist.

## Ehrungen
- 2006 wurde Masoumeh Ebtekar wegen ihres Einsatzes gegen die Luftverschmutzung durch die iranische Erdölindustrie vom UNEP zu einer der sieben „Champions of the Year“ erklärt.[12]
- 2014 gewann Masoumeh Ebtekar wegen ihrer Reformpolitik den von Anna Maria Mammoliti gestifteten Minerva-Preis.[13]